# وانگ جونشیا
وانگ جونشیا (انگلیسی: Wang Junxia؛ زادهٔ ۱۹ ژانویهٔ ۱۹۷۳) دونده دو استقامت و دونده دو نیمه‌استقامت اهل چین است. از افتخارات وی می‌توان به کسب مدال طلا دو ۵۰۰۰ متر و مدال نقره ۱۰٬۰۰۰ متر در بازی‌های المپیک تابستانی ۱۹۹۶ اشاره کرد.